# Scherer József
Scherer József (Kölesd, 1947. július 14. – Budapest, 2020. május 2. ) Ferenczy Noémi-díjas iparművész, ipari formatervező, főiskolai- és egyetemi tanár, festő- és grafikusművész, a Magyar Művészeti Akadémia levelező, majd rendes tagja (2012). 

## Életpályája
A Képző- és Iparművészeti Gimnáziumban grafika szakon végzett. 1966-70 között Magyar Iparművészeti Főiskola hallgatója volt, mesterei: Dózsa Farkas András, Németh Aladár, Gerzson Pál; 1973-75 között részt vett a Magyar Iparművészeti Főiskola, tervezéselméleti és rendszertervezési továbbképzésén, majd 1976-77: Japan Foundation Fellowship egy éves ösztöndíját nyerte el. Japánban többször volt tanulmányúton, konferenciákon ismerkedett az ipari formatervezés legújabb trendjeivel. A hagyományos japán építészetről, ill. a Tokiói Művészeti Egyetemen szerzett szakmai tapasztalatairól cikksorozatban számolt be. 
1977-től a Magyar Iparművészeti Főiskola-n 2005-től Moholy-Nagy Művészeti Egyetem-en tanított. Nyolc féléven keresztül az Ipari Forma tanszéken, 1978–1983: Szerszám és Gépipari Formatervezési Tanszék, formatervezés, formatan tanára, 1984-ben a Gépipari Formatervező Stúdió vezetője volt. 1985-ben Mengyán András hívására átkérte magát az Alapképző Intézetbe (aminek szervezésében 1982-től már részt vett) 1985-90 között az Intézet igazgató-helyettese majd 1990-től 2000-ig kinevezett igazgatója, 1996-tól 2000-ig oktatási rektor-helyettes. 1983–2000 között az Alapképző Intézet, tervezési alapismeretek, kreatív tervezés tanára. 
1997-ben Habilitált Mester (Mag. habil) címet nyer el; majd ugyanebben az évben egyetemi tanári kinevezést. 2000–2006 között a Formatervező Tanszék, formatervezés, formatan tanára; 2002–2010 között a Formatervező Tanszék, jármű-formatervező tancsoport, megbízott vezetője. 2010–2017 között a MOME – Design Intézet – Formatervező Tanszék – MA szintű jármű-formatervező szakirány vezetője, 2017-től Professor emeritus. 
Számos oktatási, oktatás-szervezési program kidolgozásában, ill. módosításában vett részt (pl. : Kreatív tervezési program, Rajzi program, Plasztikai program).  
1988-tól szervez kiállításokat tanítványainak, 1993-ban Bill Fitzgibbonnal Nemzetközi Szobrász-szimpóziumot, 1995-ben Forbo címmel marmoleum pályázatot szervezte. 1994-ben Hankyu Osakában átfogó kiállításon mutatta be a Magyar Iparművészeti Főiskolát. 1998-2002 között Széchenyi Ösztöndíjas volt. 
Diplomája megszerzését követően folyamatosan szabadfoglalkozású tervező-művészként tevékenykedett. Elsősorban a formatervezés, kiállítás-tervezés és grafikai arculattervezés területén működött (Medicor, CSVM Híradástechnikai Gyár, Budapesti Műszaki Egyetem Mikrohullámú Tanszék, Kontakta, TANÉRT, Mosonmagyaróvári Műanyag- és Kefegyár, Ipari Szerelvény- és Gépgyár, Kőbányai Gyógyszerárugyár, Iparművészeti Vállalat, Dunaújvárosi Tanács, FORCON, Tiszai Vegyi Kombinát, IBUSZ Rt. , Budalakk, Cooptourist, MOL Rt. , Philip Morris Rt. , Hélia D, Magyar Franchise Szövetség, Monori Játékgyár, Arbona Kft. , Timszi Divatszalon, Széphalom Bevásárló Központ).  
Alkotói, ipari formatervezői művészetét a szakma 1995-ben Dózsa Farkas András-díjjal; 1997-ben Ferenczy Noémi-díjjal ismerte el.

## Művészeti szervezeti tagságai
- 1971 – Magyar Alkotóművészek Országos Egyesülete (MAOE) és jogelődje, tag
- 1976 – Magyar Képzőművészek és Iparművészek Szövetsége (MKISZ), tag
- 1999 – [2005]: Nemzeti Kulturális Alapprogram (NKA), kurátor; 2002–2005 között kuratóriumi elnök
- 1997 – New York Academy os Science, tag
- 2001 – 2009: Szerzői Jogi Szakértő Testület, tag
- 2012 - 2020: Magyar Művészeti Akadémia, rendes tag
- 2013 – 2017: Ferenczy Noémi-díj Bizottság, tag

## Egyéni kiállításai (válogatás)
- 1985 Babits Mihály Művelődési Központ, Szekszárd
- 1998 Rudnay Terem, Budapest
- 1999 Műhelysorozat (feleségével Penkala Évával), Tölgyfa Galéria, Budapest
- 2000 Széphalom Bevásárlóközpont Kiállító terem, Budapest
- 2010 Klebelsberg Galéria, Budapest
- 2015 B32 Galéria, Budapest
- 2016 Babits Mihály Művelődési Központ, Szekszárd Archiválva 2020. január 31-i dátummal a Wayback Machine-ben
- 2017 „KÖRÜLÖTTÜNK – IPARMŰVÉSZETI ÉS TERVEZŐMŰVÉSZETI NEMZETI SZALON” c. kiállítás társkurátora Sára Ernővel együtt
- 2017 Vigadó Galéria, Budapest, „Két dallam” Scherer József és Penkala Éva kiállítása. 2017. december 4.–2018. január 22.

## Könyvei
- 2013: SPRINT Mercedes – MOME együttműködés 10 éve
- 2011: Scherer József életmű-katalógus
- 2008: START Mercedes–MOME együttműködés 5 éve
- 2004: Design Felső Fokon
- 2000: 100 év formatan. Bevezető tanulmány
- 1993: 10 éves az Alapképzés – MIF Alapképző Intézet
- 1987: Mai magyar képzőművészet, Kölesd Kiállítási katalógus
- 1978: 10 éves szimpózium mozgalmunk – kiállítási katalógus

## Válogatott publikációi
2019
- A magyar buszgyártás aranykora : Finta László (1934-2018) tervezői munkássága / – In: Magyar Iparművészet. 3. 2019. , 41-45. p.
- Párhuzamok : a Bauhaus Vorkurs (1919-1933) és a Magyar Iparművészeti Főiskola Alapképző Intézete (1983-2002) egy alapító tanár szemével / – In: Magyar Iparművészet. 5. 2019. , 45-50. p.
- "Gondolatok térről, tárgyról, emberről" : Géczy Nóra designkönyvének ismertetése / In: Magyar Iparművészet. 8. 2019. , 28-31. p.

2018
- Virtuális kiállítás : válogatás a Magyar Iparművészet jubileumának tiszteletére / Összeáll. : Fekete György, ~, Simonffy Szilvia. – In: Magyar Iparművészet. 8. 2018. , 20-53. p.

2017
- ”Körülöttünk” Sára Ernő – ~: – Magyar Művészet 2017/2

2016
- Ipari formatervező (Kölesd, 1947. július 14. ). – In: Napút : Irodalom, művészet, környezet. 10. 2016. , 107-108. p.

- Szubjektív emlékezés Simon Károly (1941-2017) formatervező iparművészre / – In: Magyar Iparművészet. 6. 2017. , 49-50. p.

- A Moholy-Nagy Művészeti Egyetem oktatási rendje – In: Magyar Iparművészet. 3. 2016. , 18-24. p.

2014
- Kalandok Design-országban : 2014. április 25. / Scherer József formatervező művész. – [Budapest] : Magyar Művészeti Akadémia, 2014. , 1 DVD-R – (MMA Székfoglaló).

2013
- Sprint : 10 év járműtervezés a Daimler AG támogatásával : 2002-2012 = 10 Jahre Fahrzeugdesign mit Unterstützung von Daimler AG : 10 Years of transportation design promoted by Daimler Ag. – Budapest : Moholy-Nagy Művészeti Egyetem, 101 p.

2008
- Start : 5 év járműtervezés a DaimlerChrysler támogatásával : 5 Jahre Fahrzeugdesign mit Unterstützung von DaimlerChrysler : 5 years of transportationdesign promoted by DaimlerChrysler / [szerk. ~, Stefan Lengyel. – Budapest : Mome, [2008]. , 64 p.

1999
- 100 év formatan : forma a természetben, a tervezésben és a művészetben : a formatan oktatásának története a Magyar Iparművészeti Főiskolán = 100 years of formstudies / koncepció ~ ; szerzők Ernyey Gyula [et al. ]. – Budapest : Magyar Iparművészeti Főiskola, cop. 1999. , 108 p.

1995
- Past, present and future of Hungarian design : Magyar Iparművészeti Főiskola : Hungarian University of Crafts & Design / comm. ~, Lorant Fodor. – Budapest : Magyar Iparművészeti Főiskola, 1995. , 97-108. p. . – Különlenyomat a Car styling vol. 107. számából

1994
- Magyar Iparművészeti Főiskola Alapképző Intézet : Kreatív tervezés : 1984-1994 / előszó ~. – Budapest : Magyar Iparművészeti Főiskola

## Díjak, elismerések
- 1977 Formatervezési Nívódíj
- 1985 Szocialista Kultúráért díj
- 1994 Dózsa Farkas András-díj
- 1997 Ferenczy Noémi-díj